# BBC Music Magazine
BBC Music Magazine é uma revista publicada no Reino Unido pela BBC, dedicada principalmente à música clássica, com secções relativas ao jazz, música contemporânea e música do mundo. É tida como a revista do seu género mais vendida no mundo.